# Plymouth Road Runner

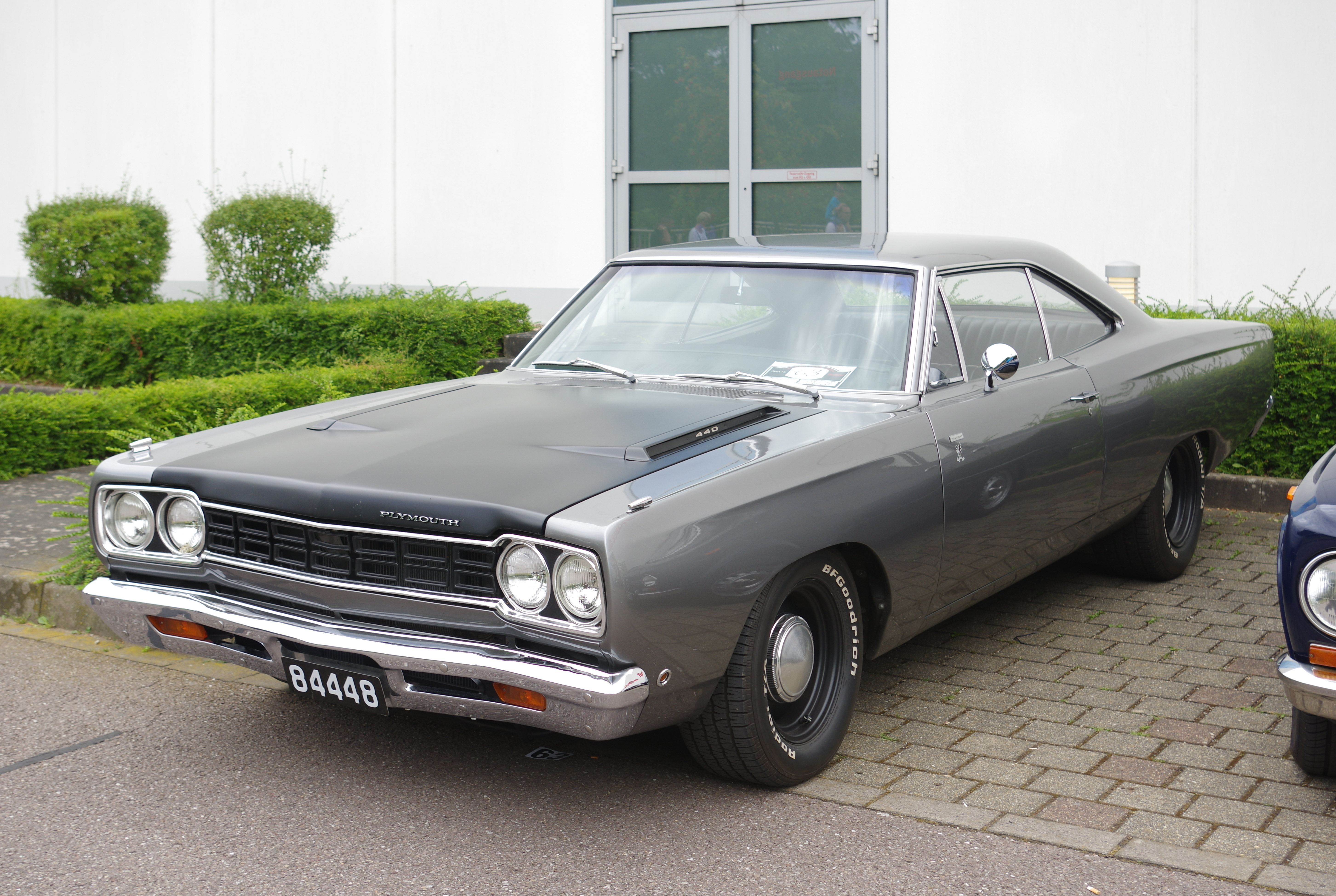
Plymouth Road Runner del 1968

El Plymouth Road Runner va ser un muscle car construït per Plymouth, divisió de Chrysler i es va vendre als Estats Units els anys 1968 a 1975. Tot i que Plymouth ja tenia amb el GTX el seu cotxe d'altes prestacions, la idea del Road Runner era la de crear un cotxe que fos capaç de recorre el quart de milla (400m) en 14 segons i que tingués un preu inferior a 3.000 dòlars. El mercat el va acollir molt bé i el Road Runner va tenir, de lluny, més èxit que el Plymouth GTX.

## 1968 a 1970
Pagant 50.000 dòlars a Warner Brothers per usar el nom, dibuix i el so "beep-beep" del Road Runner (l'animal que el Coiot intentava capturar però que mai ho aconseguia), Plymouth va presentar el 1968 el Road Runner, construït sota el xassís Chrysler B que compartia amb el GTX o el Satellite. El Road Runner destaca per ser un cotxe més senzill, amb un interior molt simple i amb poques opcions. El motor estàndard va ser un V8 6.3L (383 in³) Motor Chrysler B 383 de 335 cv i 575 N·m (425 ft·lb) de torsió. Pagant un extra de 714 dòlars podia equipar-se un V8 7.0L motor Hemi de 425 cv i 663 N·m (490 ft·lb). Aquesta potència combinada amb el lleuger pes del cotxe, el Road Runner de 6 places era capaç de recorre el quart de milla en 13,4 s @ 105 mph (169 km/h). Amb aquests registres el Road Runner va convertir-se en un dels millors muscle car. Plymouth esperava vendre'n 2.000 al 1968, però al final van vendre's aproximadament 45.000 (cal esmentar que Dodge va presentar el Super Bee el mateix any).
El model del 1969 va mantenir el mateix aspecte i només se li van modificar alguns petits detalls. Es suma una versió descapotable (convertible) de la qual se'n van fabricar menys de 2.000 unitats.
El V8 6.3L (383 in³) Motor Chrysler B 383 seguia en opció i un V8 7.2L (440 in³) Motor Chrysler RB 440 de carburador de sèxtuple cos va afegir-se perquè així el Road Runner pogués ser classificat com a "Super Stock" en les drag racing. El 7.2L tenia 390 cv i 663 N·m (490 lb·ft) a 3200 rpm, xifres semblants al 7.0L Hemi. Aquesta opció, juntament amb els 2 anteriors motors van ajudar a Plymouth i a Dodge a ser els líders en els dragstrip.
La revista Motor Trend va atorgar-li el títol de cotxe de l'any del 1969. Les vendes del Road Runner van ser de 82.109.
Superbird del 1970
Vegeu: Plymouth Superbird
El Superbird era semblant en disseny Dodge Charger Daytona i que va presentar-se com a cotxe de competició a la NASCAR i per ser venut a les agències de Plymouth com un cotxe de curses homologat per al carrer.

## 1971 a 1980
El 1971 es fa un restyling i se li dona un disseny més aerodinàmic. La versió descapotable no va comercialitzar-se. Aquest nou model va perdre aquell caràcter que tenia els anteriors models, en part també per les noves normes d'emissions que van obligar a reduir potència. El model del 1972 era el mateix que el 1971 amb algun canvi en els acabats. Ara bé, la diferència més notable va venir en els motors, con el 6.3L (383 in³) se substituït per un 6.5L (400 in³) i per primer cop es presenta com a opció un 5.6L (340 in³). També el V8 7.2L (440 in³) Motor Chrysler RB 440 de carburador de quàdruple cos; aquest motor va ser per al paquet "GTX" (ja que Plymouth GTX ja es va deixar de vendre's) per als Road Runners de 1972 a 1974.
La potència va disminuir més pels nous sistemes de còmput de potència SAE. Desapareix el 7.0L Hemi el 1972 i menys de 5 versions del 7.2L de carburador de sèxtuple cos van fabricar-se.
Després del 1972, ja no van fabricar-se 7.2L amb caixa manual de 4 velocitats, encara que va oferir-se durant el 1973 i 1974 amb la caixa automàtica TorqueFlite 727. El 6.5L passa va ser el motor més potent que oferia amb 4 marxes. El motor base desapareix i dona pas a un 5.2L (318 in³).
El model de 1975 va estar de nou modificat, amb un disseny que semblava més al Plymouth Fury. El motor més potent disponible era el 6.5L (400 in³) amb una potència de només 190 cv i el quart de milla el realitzava en 16 segons. El 7.2L (440 in³) va reservar-se per a la policia.
Xassís Chrysler F
A partir del 1976 i fins al 1980 el Road Runner passa a ser el substitut dels Valiant/Duster. Aquest està basat en la plataforma Chrysler F i se'l va conèixer com a Volaré. Eventualment va oferir-se un 5.9L (360 in³) però amb transmissió automàtica de 3 velocitats i una potència de 160 cv el millor temps en el quart de milla va ser de 16 segons a 88 mph (141,6 km/h). Evidentment no pot comparar-se amb els originals Road Runner, però si que la seva època era dels potents. El Road Runner va continuar sent com a part del Volaré fins al 1980 quan va deixar-se de fabricar.

## En la ficció
- Durant els primers 5 episodis dels Dukes of Hazzard (que van ser rodats a Georgia, Estats Units), Daisy Duke condueix un Road Runner de color groc i negre del 1974.
- A Harvey Birdman, Attorney at Law, el personatge principal condueix un Road Runner del 1972 pintat igual que el de Daisy, però amb l'afegit de la cresta del Birdman and the Galaxy Trio al capó.
- Els Road Runner han estat usats en moltes altres pel·lícules d'acord amb Allpar .